# St. Leonhard (Hetzenbach)

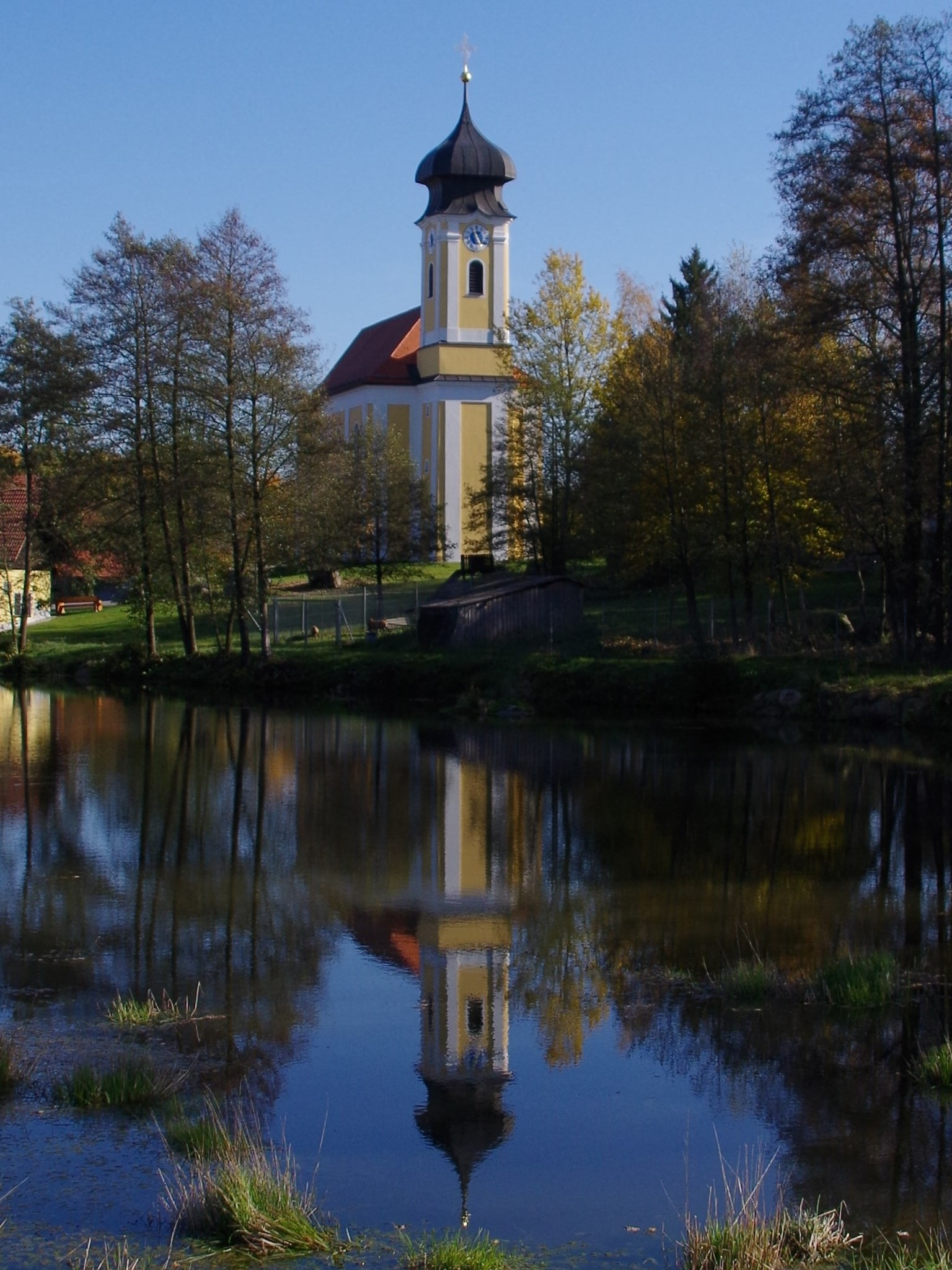
St. Leonhard (Hetzenbach)

Die römisch-katholische, denkmalgeschützte Wallfahrtskirche und Filialkirche St. Leonhard steht in Hetzenbach, einem Gemeindeteil der Gemeinde Zell im Landkreis Cham der Oberpfalz. Sie ist dem Bistum Regensburg zugeordnet. Das Bauwerk ist unter der Denkmalnummer D-3-72-167-16 als Baudenkmal in die Bayerische Denkmalliste eingetragen.

## Beschreibung
Die 1762–64 nach einem Entwurf von Christoph Thomas Wolf, Baumeister in Stadtamhof, gebaute Saalkirche besteht aus einem Langhaus, einem eingezogenen, halbrund geschlossenen Chor im Osten, der Sakristei an dessen Südseite, und einem Fassadenturm im Westen, dessen oberstes Geschoss, das mit Pilastern an den Ecken verziert ist, die Turmuhr und den Glockenstuhl mit zwei Kirchenglocken beherbergt. Darauf sitzt ein geschweifter Helm.
Der Innenraum des Langhauses ist mit einem Tonnengewölbe überspannt, der des Chors mit einer Böhmischen Kappe. Zur Kirchenausstattung gehören der Hochaltar von 1767, auf dessen Altarretabel der heilige Leonhard dargestellt ist, die Seitenaltäre und die Kanzel, die vom Bildhauer Johann Valentin Dirr aus Stadtamhof errichtet wurden.